# Loboglossa depressa
Loboglossa depressa là một loài bọ cánh cứng trong họ Mycteridae. Loài này được Pic miêu tả khoa học năm 1920.